# Tra cielo e terra (Roberto Cacciapaglia)
Tra cielo e terra è il sesto album del compositore milanese Roberto Cacciapaglia, pubblicato dall'etichetta discografica CGD nel 1996.
Il brano Generazioni vede la partecipazione di Franco Battiato.

## Tracce
1. Generazioni
2. Piccolo guerriero
3. Padre madre
4. Canto
5. Sei come l'aria
6. Cuore del mondo
7. Realtà virtuale
8. Verrà
9. Oltre la frontiera
10. Il ragazzo che sognava aeroplani